# Звёзды типа SS Лебедя
Переменные звёзды типа SS Лебедя (UGSS) — один из трёх подклассов карликовых новых звёзд, названный по имени первого обнаруженного прототипа, SS Лебедя. Эти звёзды производят вспышки с амплитудой от 2m до 6m звёздной величины, продолжающиеся от 1 до 2 дней, а затем возвращаются к первоначальным значениям за несколько дней. Средний интервал между вспышками составляет от 10 дней до нескольких лет. Хотя большинство звёзд типа SS Лебедя показывают смесь различных коротких и длинных вспышек, последние существенно отличаются от сверхмаксимумов звёзд типа SU Большой Медведицы.
В 1970-е годы сначала Й. Смак, а затем Й. Осаки выступили с гипотезой диска-накопителя, в которой перетекание вещества «холодной» звезды в диск происходит с постоянной скоростью, вещество аккумулируется в диске и временами сбрасывается на поверхность белого карлика. Вспышка обусловлена повышением скорости перетекания вещества через диск, вызванным некоторой (в то время еще не отождествлённой) неустойчивостью диска. Впоследствии Ф. Майер и Э. Майер-Хофмайстер предложили механизм тепловой нестабильности дисков карликовых новых. Диск может находиться в двух устойчивых состояниях. В «холодном» состоянии водород в веществе диска нейтрален. Вязкость вещества диска низка, темп аккреции на белый карлик сравнительно невелик. Основная доля массы, перетекающей от красного компонента двойной системы, накапливается в диске, масса и поверхностная плотность которого постепенно растут. Наконец, поверхностная плотность достигает критического значения. При более высокой поверхностной плотности диск находиться в холодном состоянии не может, происходит переход в состояние «горячего» диска. Теперь водород диска ионизирован. Вязкость при этом скачкообразно увеличивается, темп аккреции возрастает, происходит вспышка карликовой новой. Через некоторое время будет достигнуто критическое значение поверхностной плотности, диск вернется в «холодное» состояние, вспышка завершится. Описанный цикл повторяется многократно, что объясняет квазипериодические вспышки карликовых новых типа UGSS.